# Enzo Bianco
Pour les articles homonymes, voir Bianco (homonymie).
Enzo Bianco (né le 24 février 1951 à Aidone, dans la province d'Enna, Sicile) est un homme politique italien.

## Biographie
Avec un doctorat en droit, Enzo Bianco devient avocat en 1974. Il entame en même temps une carrière politique et devient de 1976 à 1979, secrétaire national de la fédération des jeunes du Parti républicain italien. De 1979 à 1988, il dirige la section des Affaires internationales du PRI : il est proche d'Ugo La Malfa et s'oppose en Sicile au puissant Aristide Gunnella.
Membre du bureau de l'ELDR de 1984 à 1990, il est élu conseiller municipal de Catane en 1988 : il en devient le maire en 1989. En avril 1992, il devient député, il démissionne de son mandat et il participe au mouvement Alleanza Democratica. Jusqu'en 1994, il est membre du secrétariat national du PRI. En juin 1993, il redevient maire de Catane, réélu en 1997. Il se représente aux élections de 2005 pour l'Union.
Le 22 décembre 1999 il devient ministre de l'intérieur dans le gouvernement D'Alema II, succédant à ce poste à Rosa Russo Jervolino. Il conserve ce portefeuille dans le gouvernement Amato II, jusqu'à la démission de celui-ci le 11 juin 2001.
Le 11 juin 2013 il est une nouvelle fois élu maire de Catane.